# Eneco Tour 2010
Eneco Tour 2010 var den sjette udgave af Eneco Tour. Løbet blev arrangeret fra 17. til 24. august i Belgien og Holland.
Udover de 18 ProTour-hold blev Vacansoleil, Topsport Vlaanderen-Mercator og Skil-Shimano inviteret til at deltage i løbet. Tony Martin vandt sammenlagt.

## Etaper

### Prolog – tirsdag 17. august:Steenwijk, 5,2 km (ITT)
|   | Rytter               | Hold               | Tid    |
| - | -------------------- | ------------------ | ------ |
| 1 | Svein Tuft           | Garmin-Transitions | 6.19   |
| 2 | Jos van Emden        | Rabobank           | + 0.05 |
| 3 | Lars Boom            | Rabobank           | + 0.06 |
| 4 | Maarten Tjallingii   | Rabobank           | + 0.06 |
| 5 | Edvald Boasson Hagen | Team Sky           | + 0.07 |

|   | Rytter               | Hold               | Tid    |
| - | -------------------- | ------------------ | ------ |
| 1 | Svein Tuft           | Garmin-Transitions | 6.19   |
| 2 | Jos van Emden        | Rabobank           | + 0.05 |
| 3 | Lars Boom            | Rabobank           | + 0.06 |
| 4 | Maarten Tjallingii   | Rabobank           | + 0.06 |
| 5 | Edvald Boasson Hagen | Team Sky           | + 0.07 |

### 1. etape – onsdag 18. august:Steenwijk –Rhenen, 178 km
|   | Rytter            | Hold               | Tid     |
| - | ----------------- | ------------------ | ------- |
| 1 | Robbie McEwen     | Katusha            | 4:16.35 |
| 2 | Lucas Haedo       | Team Saxo Bank     | + 0.00  |
| 3 | Allan Davis       | Astana             | + 0.00  |
| 4 | Francesco Chicchi | Liquigas-Doimo     | + 0.00  |
| 5 | Jürgen Roelandts  | Omega Pharma-Lotto | + 0.00  |

|   | Rytter               | Hold               | Tid     |
| - | -------------------- | ------------------ | ------- |
| 1 | Svein Tuft           | Garmin-Transitions | 4:22.53 |
| 2 | Jos van Emden        | Rabobank           | + 0.05  |
| 3 | Lars Boom            | Rabobank           | + 0.06  |
| 4 | Maarten Tjallingii   | Rabobank           | + 0.06  |
| 5 | Edvald Boasson Hagen | Team Sky           | + 0.07  |

### 2. etape – torsdag 19. august:Sint Willebrord–Ardooie, 198,5 km
|   | Rytter               | Hold               | Tid     |
| - | -------------------- | ------------------ | ------- |
| 1 | André Greipel        | Team HTC-Columbia  | 4:46.50 |
| 2 | Robbie McEwen        | Katusha            | + 0.00  |
| 3 | Edvald Boasson Hagen | Team Sky           | + 0.00  |
| 4 | Lucas Haedo          | Team Saxo Bank     | + 0.00  |
| 5 | Yauheni Hutarovich   | Française des Jeux | + 0.00  |

|   | Rytter               | Hold               | Tid     |
| - | -------------------- | ------------------ | ------- |
| 1 | Svein Tuft           | Garmin-Transitions | 9:09.42 |
| 2 | Edvald Boasson Hagen | Team Sky           | + 0.03  |
| 3 | André Greipel        | Team HTC-Columbia  | + 0.04  |
| 4 | Jos van Emden        | Rabobank           | + 0.05  |
| 5 | Lars Boom            | Rabobank           | + 0.06  |

### 3. etape – fredag 20. august:Ronse–Ronse, 191,8 km
|   | Rytter               | Hold               | Tid     |
| - | -------------------- | ------------------ | ------- |
| 1 | Koos Moerenhout      | Rabobank           | 4:35.51 |
| 2 | Tony Martin          | Team HTC-Columbia  | + 0.00  |
| 3 | Allan Davis          | Astana             | + 1.24  |
| 4 | Edvald Boasson Hagen | Team Sky           | + 1.24  |
| 5 | Jürgen Roelandts     | Omega Pharma-Lotto | + 1.24  |

|   | Rytter               | Hold               | Tid      |
| - | -------------------- | ------------------ | -------- |
| 1 | Tony Martin          | Team HTC-Columbia  | 13:45.31 |
| 2 | Koos Moerenhout      | Rabobank           | + 0.10   |
| 3 | Svein Tuft           | Garmin-Transitions | + 1.26   |
| 4 | Edvald Boasson Hagen | Team Sky           | + 1.28   |
| 5 | Lars Boom            | Rabobank           | + 1.32   |

### 4. etape – lørdag 21. august:Sint-Lievens-Houtem–Roermond, 214,4 km
|   | Rytter               | Hold           | Tid     |
| - | -------------------- | -------------- | ------- |
| 1 | Greg Henderson       | Team Sky       | 4:46.46 |
| 2 | Kenny van Hummel     | Skil-Shimano   | + 0.00  |
| 3 | Edvald Boasson Hagen | Team Sky       | + 0.00  |
| 4 | Alex Rasmussen       | Team Saxo Bank | + 0.00  |
| 5 | Robbie McEwen        | Katusha        | + 0.00  |

|   | Rytter               | Hold               | Tid      |
| - | -------------------- | ------------------ | -------- |
| 1 | Tony Martin          | Team HTC-Columbia  | 18:32.17 |
| 2 | Koos Moerenhout      | Rabobank           | + 0.10   |
| 3 | Edvald Boasson Hagen | Team Sky           | + 1.24   |
| 4 | Svein Tuft           | Garmin-Transitions | + 1.26   |
| 5 | Lars Boom            | Rabobank           | + 1.32   |

### 5. etape – søndag 22. august:Roermond –Sittard, 204 km
|   | Rytter              | Hold                         | Tid     |
| - | ------------------- | ---------------------------- | ------- |
| 1 | Jack Bobridge       | Garmin-Transitions           | 4:45.38 |
| 2 | Rubén Pérez         | Euskaltel-Euskadi            | + 0.04  |
| 3 | Thomas De Gendt     | Topsport Vlaanderen-Mercator | + 0.04  |
| 4 | Michael Van Staeyen | Topsport Vlaanderen-Mercator | + 0.04  |
| 5 | Gorik Gardeyn       | Vacansoleil                  | + 0.04  |

|   | Rytter               | Hold               | Tid      |
| - | -------------------- | ------------------ | -------- |
| 1 | Tony Martin          | Team HTC-Columbia  | 23:18.10 |
| 2 | Koos Moerenhout      | Rabobank           | + 0.10   |
| 3 | Edvald Boasson Hagen | Team Sky           | + 1.24   |
| 4 | Svein Tuft           | Garmin-Transitions | + 1.26   |
| 5 | Lars Boom            | Rabobank           | + 1.32   |

### 6. etape – mandag 23. august:Bilzen–Heers, 205,6 km
|   | Rytter               | Hold               | Tid     |
| - | -------------------- | ------------------ | ------- |
| 1 | André Greipel        | Team HTC-Columbia  | 5:12.25 |
| 2 | Jürgen Roelandts     | Omega Pharma-Lotto | + 0.00  |
| 3 | Edvald Boasson Hagen | Team Sky           | + 0.00  |
| 4 | Elia Viviani         | Liquigas-Doimo     | + 0.00  |
| 5 | Lucas Haedo          | Team Saxo Bank     | + 0.00  |

|   | Rytter               | Hold               | Tid      |
| - | -------------------- | ------------------ | -------- |
| 1 | Tony Martin          | Team HTC-Columbia  | 28:30.33 |
| 2 | Koos Moerenhout      | Rabobank           | + 0.11   |
| 3 | Edvald Boasson Hagen | Team Sky           | + 1.22   |
| 4 | Svein Tuft           | Garmin-Transitions | + 1.28   |
| 5 | Lars Boom            | Rabobank           | + 1.31   |

### 7. etape – tirsdag 24. august:Genk, 16,9 km (ITT)
|   | Rytter             | Hold              | Tid    |
| - | ------------------ | ----------------- | ------ |
| 1 | Tony Martin        | Team HTC-Columbia | 20.24  |
| 2 | Maarten Tjallingii | Rabobank          | + 0.06 |
| 3 | Alex Rasmussen     | Team Saxo Bank    | + 0.09 |
| 4 | Richie Porte       | Team Saxo Bank    | + 0.20 |
| 5 | Koos Moerenhout    | Rabobank          | + 0.20 |

|   | Rytter               | Hold               | Tid      |
| - | -------------------- | ------------------ | -------- |
| 1 | Tony Martin          | Team HTC-Columbia  | 28:50.57 |
| 2 | Koos Moerenhout      | Rabobank           | + 0.31   |
| 3 | Edvald Boasson Hagen | Team Sky           | + 1.46   |
| 4 | Richie Porte         | Team Saxo Bank     | + 1.57   |
| 5 | Svein Tuft           | Garmin-Transitions | + 2.04   |

## Resultater

### Samlet stilling
|    | Rytter               | Hold               | Tid      |
| -- | -------------------- | ------------------ | -------- |
| 1  | Tony Martin          | Team HTC-Columbia  | 28:50.57 |
| 2  | Koos Moerenhout      | Rabobank           | + 0.31   |
| 3  | Edvald Boasson Hagen | Team Sky           | + 1.46   |
| 4  | Richie Porte         | Team Saxo Bank     | + 1.57   |
| 5  | Svein Tuft           | Garmin-Transitions | + 2.04   |
| 6  | Lars Boom            | Rabobank           | + 2.11   |
| 7  | Maarten Tjallingii   | Rabobank           | + 2.17   |
| 8  | Andreas Klöden       | Team RadioShack    | + 2.18   |
| 9  | Dominique Cornu      | Skil-Shimano       | + 2.35   |
| 10 | Jürgen Roelandts     | Omega Pharma-Lotto | + 2.37   |

### Pointkonkurrencen
|   | Rytter               | Hold              | Point |
| - | -------------------- | ----------------- | ----- |
| 1 | Edvald Boasson Hagen | Team Sky          | 103   |
| 2 | Robbie McEwen        | Katusha           | 80    |
| 3 | Tony Martin          | Team HTC-Columbia | 80    |

### Ungdomskonkurrencen
|   | Rytter               | Hold              | Tid      |
| - | -------------------- | ----------------- | -------- |
| 1 | Tony Martin          | Team HTC-Columbia | 28:50.57 |
| 2 | Edvald Boasson Hagen | Team Sky          | + 1.46   |
| 3 | Richie Porte         | Team Saxo Bank    | + 1.57   |

## Ekstern henvisning
- Officiel side Arkiveret 22. november 2010 hos  Wayback Machine